# Парсонс, Толкотт
Толкотт Па́рсонс (англ. Talcott Parsons; 13 декабря 1902, Колорадо-Спрингс — 8 мая 1979, Мюнхен) — представитель американской социологической теории, глава школы структурного функционализма, один из создателей современной теоретической социологии.

## Биография
Толкотт Парсонс родился 13 декабря 1902 года в Колорадо-Спрингс. Его родителями были Эдвард Смит Парсонс (1863—1943) и Мари Августа Ингерсоль (1863—1949). Отец работал в Йельской Школе Богословия и был посвящён в сан конгрегационалистского служителя, был первым служителем данного сообщества в Грили, Колорадо. К моменту рождения Т. Парсонса Эдвард С. Парсонс был профессором английского языка и вице-президентом колледжа. В период пребывания на посту служителя в Грили Эдвард Парсонс проявил интерес к движению социальной проповеди и относился негативно к социализму как идеологии. Семья Парсонсов была одним из древнейших семейств в истории Америки со времён её колонизации: его предки были среди первых переселенцев из Англии в первой половине XVII века.
Т. Парсонс изучал биологию и философию в Амхерстском колледже, затем учился в Лондонской школе экономики и Гейдельбергском университете. В 1927 году получил в Гейдельберге степень доктора философии по социологии и экономике.
В 1927—1973 годах преподавал в Гарвардском универститете, где создал и возглавил междисциплинарный Отдел социальных отношений. В 1946 году он сменил своего наставника и учителя П. А. Сорокина на посту декана Социологического факультета, а затем переделал его в Факультет социальных отношений (всё это сам Сорокин оценивал негативно).
Т. Парсонс был членом Исполнительного комитета Гарвардского центра русских (или «российских») исследований с 1948 года, директором которого был его близкий друг и коллега Клайд Клахон. Летом 1948 года он побывал в Восточной Германии, где был контактным лицом заинтересованных в советских беженцах в Германии. Среди лиц, с которыми ему довелось поговорить за время пребывания в Германии, были участники Русской освободительной армии Власова — антисоветского образования, сотрудничавшего с гитлеровской Германией. Будучи в Германии, Парсонс отправил много писем Клахону, отчитываясь о своём «интеллектуальном расследовании».
В 1962—1968 годах несколько раз посетил СССР. В Москве он выступал на семинаре по немарксистской теоретической социологии Ю. А. Левады в Институте социологии АН СССР и в Отделе общетеоретических проблем Института международного рабочего движения (ИМРД) АН СССР, в Ленинграде встретился на семинаре с известным социологом И. С. Коном.
Парсонс был сторонником профессионализации теоретической социологии и её экспансии в американские академические круги. Был избран президентом Американской социологической ассоциации в 1949 году и являлся секретарем Ассоциации в 1960—1965 годах.
Скончался Парсонс от инсульта 8 мая 1979 года, будучи в Мюнхене, где отмечал 50-летие получения Гейдельбергского диплома.
В 1950—1970-х годах Т. Парсонс — крупнейшая фигура теоретической социологии, наиболее известный и влиятельный из американских социологов. Труды Парсонса переведены на многие языки, они составляют одну из основ в изучении социологической теории и истории социологической мысли.

### Семья
Толкотт Парсонс женился в 1927 году. В семье родились трое детей: Анна (1930—1964), Чарльз (1933—2024) и Сьюзан (1936).
Его сын Чарльз Парсонс преподавал философию в Колумбийском и позднее в Гарвардском университетах.
Старшая дочь Анна училась во Франции, где изучала психоанализ, занималась научной работой в Италии и США. Анна покончила с собой в 1964 году в возрасте 33 лет, находясь в психиатрической клинике.

## Научная деятельность
Теория Парсонса базируется на методологических принципах волюнтаризма и эпистемологических принципах аналитического реализма. Теория Парсонса была попыткой создать баланс между двумя основными методологическими традициями: утилитарно-позитивистской и герменевтико-идеалистической. Для него волюнтаризм был третьей альтернативой между этими двумя традициями. Парсонс представил теорию социальной эволюции и конкретную интерпретацию «побудительных механизмов» и направлений всемирной истории.
Пытался синтезировать теоретические подходы Макса Вебера (труды которого он переводил), Георга Зиммеля, Эмиля Дюркгейма, Вильфредо Парето, Альфреда Маршалла, Зигмунда Фрейда, разработал общую теорию действия и, в частности, социального действия (структурный функционализм) как самоорганизующейся системы. В последней, которая задана набором функциональных проблем любой системы (адаптация, достижение цели, интеграция, поддержание образца), Парсонс аналитически вычленяет подсистемы социальной структуры, культуры, личности. Ориентации действующего лица («актора») описываются при этом с помощью набора стандартных (типовых) переменных. Этот теоретический язык Парсонс использовал для описания систем экономики, политики, права, религии, образования, для анализа семьи, больницы (и, в частности, психбольницы), школьного, воздействия массовой коммуникации, сексуальных, расовых и национальных отношений, социальных отклонений, а позднее — для построения неоэволюционистской сравнительной социологии и изучения обществ, вовлеченных и продолжающих вовлекаться во всемирный процесс модернизации. Согласно Парсонсу, «Будущее Америки — это американский университет (The future of America is the American University)» — это он сказал, находясь в 1968 году в Москве, в беседе с социологом В. П. Териным.
Парсонс и его теория имели решающее значение для становления социологии США в качестве академической дисциплины.
На раннем этапе исследований Т. Парсонс стремился найти компромисс между «социологизмом» Э. Дюркгейма, жёстко детерминировавшим человеческое поведение влиянием внешней социальной среды, и «понимающей» теорией социального действия М. Вебера, описывающей человеческое поведение через соответствие «идеальным типам». На ранние работы Парсонса значительное влияние также оказали В. Парето, предлагавший сходную с веберовской модель деления человеческих действий по мотивации на «логические» и нелогические, А. Маршалл, Г. Зиммель, З. Фрейд.
Сочинения Парсонса написаны весьма сложным языком, которые иногда скучно читать из-за множества частных деталей, событий и персоналий, что вызывает затруднения даже у заинтересованных читателей. Парсонс предстаёт неисправимым схоластом и любителем эзотерических текстов. Ему удалось сотворить гигантскую дедуктивную систему абстрактных понятий, охватывающую человеческую реальность во всём её многообразии. Однако в эмпирическом исследовании и повседневной социологической практике ни один социолог не пользуется этой системой, предпочитая менее ёмкие, но более оперативные частные теории.

## Структурный функционализм
Структурный функционализм:
- высокоабстрактное, жёстко кодифицированное теоретическое построение, претендующее на универсальное объяснение социальной реальности;
- социология занимается изучением функций, выполняемых социальными институтами, и социальным действием индивидов, которые занимают определённое место в социальной структуре общества (статусы) и исполняют предписанные общественными нормами и ценностями социальные роли;
- тесная связь между статикой и динамикой, социальной системой и социальной структурой.

Общество в структурном функционализме — любое социальное явление, учреждение или институт, рассматриваемые в плане их вклада в развитие общества; функционально взаимосвязанные социальные переменные.
Требования к обществу:
- Общество должно быть приспособлено к среде.
- У общества должны быть поставлены цели.
- Все элементы общества должны быть скоординированы.
- Ценности в обществе должны сохраняться.

Структурно-функциональный анализ — исследование социальных явлений и процессов как системы, когда показывается роль (функция) каждого из ее элементов.
Функция в социологии — роль, которую выполняет определённый социальный институт или процесс по отношению к целому (напр., функция государства, семьи и т. д. в обществе).

## Теория социального действия
Деятельность — процесс, выражающийся в целесообразном изменении и преобразовании человеком своего мира и сознания, включающий цель и средства реализации цели, сам процесс достижения цели и достигнутый результат.
Поведение — система взаимосвязанных действий, осуществляемых субъектом с целью реализации определённой функции и требующих его взаимодействия с окружающей средой. В поведении формируются и проявляются личность человека, особенности его характера, темперамента, его потребности, вкусы; обнаруживаются его отношения к предметам.
Подсистемы социального действия:
- биологический организм (индивидуальное психологическое состояние человека, включая инстинкты и биологические потребности, влияющие на поведение человека).
- система личности («Эго»): мотивационная структура индивида; организм и система личности вместе образуют «базисную структуру» и представляют собой совокупность индивидуальных потребностей и диспозиций (целедостижение как удовлетворение потребностей).
- социальная система — совокупность образцов поведения, социальных норм, социальное взаимодействие (интеракция) и социальные роли (интеграция).
- система культуры — культурные ценности и традиции, необходимые для стабильного функционирования общества.

## Социальный порядок
Любая система стремится к равновесию, поскольку ей необходимо сохранение единства своих частей; она всегда воздействует на отклонения так, чтобы скорректировать их и снова вернуться в равновесное состояние; система преодолевает любые дисфункции, а каждый элемент вкладывает нечто в поддержание её устойчивости.
У Парсонса элементом, упорядочивающим взаимодействующие части, стала структура (воспроизводящееся единство находящихся в постоянном движении социальных действий). Структура понимается как система социальных норм и статусов (или нормативный порядок).
Нормативный порядок включает: социальный порядок и социальные нормы (неизменные правила, которыми руководствуются большие массы людей в силу приданного нормам легитимного статуса).
Социальный порядок возникает под воздействием 2-х процессов:
- Тенденции социальной системы к самосохранению.
- Тенденции к сохранению определённых границ и постоянства по отношению к среде (гомеостатическое равновесие).

Типовые переменные — понятие, объединяющее социальное действие и социальную систему; фундаментальные дилеммы, с которыми сталкивается актор социального действия.
1. Партикуляризм (или универсализм) — акторы должны решить, оценивать ли человека с помощью общих критериев (универсализм) или использовать уникальные критерии, применимые лишь в отношении конкретного человека (партикуляризм).
2. Поступки человека — необходимо решить, оценивать ли людей по их поступкам или опираясь на их личные качества.
3. Аффективная нейтральность или аффективность — акторы могут находиться в определённых отношениях либо по причинам инструментальным, не затрагивающим их чувств (аффективная нейтральность), либо по эмоциональным причинам (аффективность).
4. «Диффузность» или специализация — индивидам в любой ситуации приходится выбирать между вовлечённостью наряду с другими индивидами в широкий спектр социальной деятельности («диффузность») и сосредоточенностью на достижении лишь специфических, структурированных целей (специализация).
5. Ориентация на себя или ориентация на группу — эгоистические и альтруитические действия.
6. Аскриптивное или достигнутое.

## Социальные системы
Социальные системы — институциональные системы, рассматриваемые как устойчивые комплексы правил, норм, установок, регулирующих человеческое поведение и преобразующих его в систему ролей и статусов.
Социальная система имеет структуру с взаимосвязанными уровнями: индивид — группа (коллективы) — институты — общество в целом. Каждому из этих уровней соответствует свой тип иерархии: технический, «менеджериальный», институциональный и социетальный.
На социальном уровне социальная система организуется в виде слияния 4-х подсистем: экономической (функция — адаптации), политической (функция — целедостижение), «фидуциарной» (функция — латентность) и «социетальной общности» (функция — интеграции).
Социетальная общность — ядро всей социальной системы — это система или совокупность коллективов, организованных и упорядоченных на основе единых нормативных образцов, включает нормы, ценности и нормативные образцы. В качестве обобщённого средства взаимообмена между людьми здесь признаются «влияние» и «солидарность», а не деньги, власть или ценностные качества.

## Критика
После своего создания теория Парсонса подвергалась всевозможным нападкам и разнообразной критике. Буквально каждый последующий теоретик социологии считал необходимым добавить свой вклад в критическую негативацию парсонианской концепции, в результате чего родилась пословица: «Если ты не критиковал Парсонса, то ты не социолог».
Джеймс Пикок отмечал, что Парсонса «можно было бы назвать „неолибералом“ по сравнению с марксистами или другими, кто мог бы предпочесть революцию модернизации или рационализации в качестве способа перемен».
Проф. Уолтер Л. Голдфранк замечал (2011): "Последняя треть двадцатого века ознаменовалась чередой событий – войн, восстаний и, наконец, экономического кризиса, – которые нанесли сокрушительный удар по ранее господствовавшей парадигме в социальных науках США – структурно-функционалистскому модернизационизму, разработанному Талкоттом Парсонсом и его учениками".

## Научные труды
- The Structure of Social Action (1937)
- Essays in Sociological Theory, Pure and Applied (1949)
- Toward a General Theory of Action (К общей теории действия) (1951, в соавторстве с Э. Шилзом)
- The Social System (1951)
- Working Papers in the Theory of Action (1953, в соавторстве с Э. Шилзом и Р. Ф. Бейлзом[англ.])
- Family, socialization and interaction process (1955, в соавторстве с Р. Ф. Бейлзом)
- Economy and Society (1956, в соавторстве с Н. Смелзером)
- Structure and Process in Modern Societies (1960)
- Theories of society; foundations of modern sociological theory (1961)
- Societies: Evolutionary and Comparative Perspectives (1966)
- The Negro American (1966, в соавторстве с К. Б. Кларком)
- Sociological Theory and Modern Society (1968)
- Politics and Social Structure (1969)
- The System of Modern Societies (1971)
- The American University (1973, в соавторстве с Д. М. Платтом)
- Social Systems and the Evolution of Action Theory (1977)
- Action Theory and the Human Condition (1978)
- Talcott Parsons on institutions and social evolution: selected writings / Leon H Mayhew, ed. Chicago: University of Chicago Press, 1982
- Readings from Talcott Parsons / Peter Hamilton, ed. London: Tavistock Publications, 1983

### Переводы на русский язык

#### Монографии, сборники
- Американская социология: Перспективы. Проблемы. Методы / под ред. Т. Парсонса, сокр. пер. с англ. В. В. Воронина, Е. В. Зиньковского. — М.: Прогресс, 1972. — 392 с.
- Парсонс Т. Система современных обществ / пер. с англ. Л. А. Седова и А. Д. Ковалева. — М.: Аспект-Пресс, 1997. — 270 с. — ISBN 5-7567-0225-3.
- Парсонс Т. О структуре социального действия. — М.: Академический Проект, 2000. — 880 с. — ISBN 5-8291-0016-9.
  - Парсонс Т. О структуре социального действия / под ред. В. Ф. Чесноковой, С. А. Белановского. — М.: Академический проект, 2018. — 435 с. — ISBN 978-5-8291-2254-6.
- Парсонс Т. Социальная система. — М.: Академический проект, 2018. — 529 с. — ISBN 978-5-8291-2255-3.

#### Статьи
- Общетеоретические проблемы социологии// Социология сегодня: Проблемы и перспективы / Р. К. Мертон, Л.Брум., Л. С. Котрелл (ред.). — М.: Прогресс, 1965. — с.25-67.
- Понятие общества: компоненты и их взаимоотношения Архивная копия от 17 августа 2016 на Wayback Machine// THESIS, 1993, вып. 2 (англ. The Concept of Society: The Components and Their Interrrelations, 1966)
- Система координат действия и общая теория систем действия. Функциональная теория изменения. Понятие общества Архивная копия от 11 августа 2016 на Wayback Machine// Американская социологическая мысль. — М.: Изд. Международного ун-та бизнеса и управления, 1996. — с.462-525